# Tlahualilo
Tlahualilo de Zaragoza oder nur Tlahualilo ist eine Stadt (ciudad) mit gut 9.000 Einwohnern und Hauptort einer gleichnamigen Gemeinde (municipio) mit insgesamt gut 20.000 Einwohnern im Bundesstaat Durango in Mexiko.

## Geografie

Comarca Lagunera

Die Stadt, deren Name aus dem Nahuatl stammt und Platz mit Wasser zum Gießen von Pflanzen bedeutet, liegt in der Metropolregion Comarca Lagunera etwa 60 Kilometer nördlich seines Zentrums Torreón und nur wenige Kilometer westlich der Grenze zu Coahuila.
Von dort wird sie über ein Kanalsystem aus dem Río Nazas gespeist, einem endorheischen Fluss, der in der Mapimí-Wüste endet.
Seine früheren Endseen wie die Laguna de Mayrán, Caimán oder eben die nördlich der Stadt liegende Laguna de Tlahualilo sind in Folge ausgiebiger Wasserentnahme mittlerweile fast durchgehend entwässert.
Westlich der 1936 gegründeten Gemeinde liegt der Namensgeber der Wüste Mapimí, südlich neben Torreón auch Gómez Palacio.

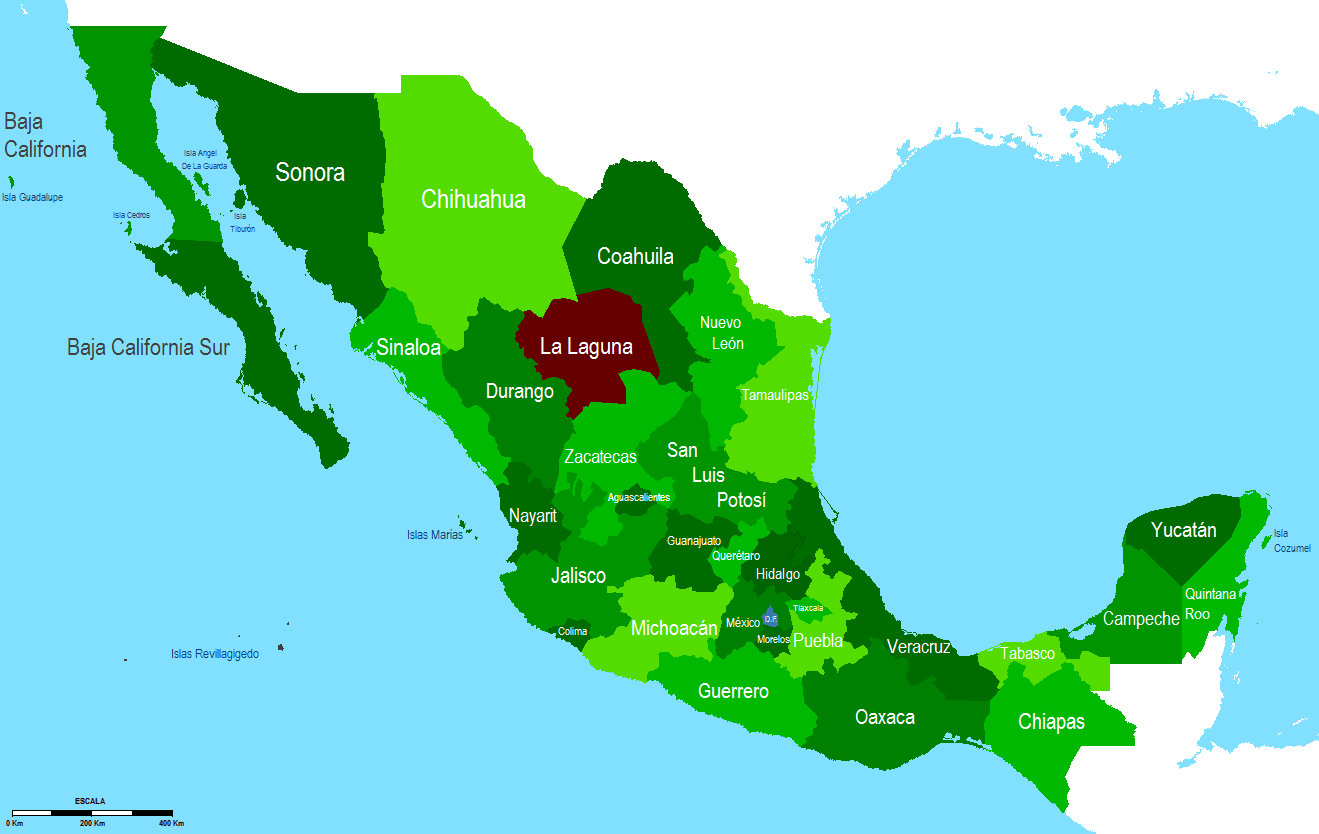
Pläne zu einem eigenen Bundesstaat La Laguna

## Städtepartnerschaft
Es besteht eine Partnerschaft zu Laredo,  Texas, USA.